# 국가 통계 기관 목록
다음은 국가 통계 기관 목록이다.

## 아시아
- 대한민국 통계청
- 조선민주주의인민공화국 중앙통계국
- 통계국 (일본)
- 이스라엘 중앙통계국

## 오세아니아
- 오스트레일리아 통계청

## 유럽
- 스페인 통계청
- 이탈리아 통계청

## 같이 보기
- 통계학